# Équipe de France féminine de basket-ball des moins de 17 ans
Actualités
L’équipe de France féminine de basket-ball des 17 ans et moins est la sélection des meilleures joueuses françaises de 17 ans et moins. Elle est placée sous l'égide de la Fédération Française de Basket-Ball. Le terme 17 ans et moins a remplacé la catégorie Cadettes.

## Parcours aux Championnats du monde
- 2010 :  2e
- 2012 : Non qualifiée
- 2014 : 8e[1]
- 2016 : 8e[2]
- 2018 :  2e[3]
- 2022 :  3e
- 2024 : 4e

## Équipe 2024
| Numéro | Joueuse.          | Poste         | Naissance        | Taille | Club(s) 2023-2024 |
| ------ | ----------------- | ------------- | ---------------- | ------ | ----------------- |
| 2      | Chloé Rousselière | Arrière       | 17 avril 2007    | 1,78 m | Bourges           |
| 4      | Manon Simplot     | Meneuse       | 28 juin 2007     | 1,64 m | Centre fédéral    |
| 5      | Talia Kavoka      | Meneuse       | 23 novembre 2007 | 1,68 m | BLMA              |
| 9      | Emma Broliron     | Meneuse       | 4 décembre 2008  | 1,67 m | Centre fédéral    |
| 10     | Aïnhoa Risacher   | Ailière       | 13 juillet 2007  | 1,87 m | Lyon ASVEL        |
| 11     | Lana Bentoumi     | Ailière forte | 22 février 2007  | 1,84 m | Lyon ASVEL        |
| 13     | Alicia Tournebize | Pivot         | 21 juillet 2007  | 1,92 m | Bourges           |
| 14     | Justine Loubens   | Ailière       | 27 juin 2007     | 1,86 m | Centre fédéral    |
| 17     | Kathy-Emma Otto   | Ailière forte | 1er avril 2008   | 1,87 m | Centre fédéral    |
| 19     | Sarah Cissé       | Pivot         | 26 janvier 2007  | 1,89 m | Centre fédéral    |
| 23     | Claire Dalstra    | Pivot         | 23 mars 2007     | 1,97 m | Charnay           |
| 33     | Maëwenn Poilvé    | Arrière       | 4 décembre 2007  | 1,79 m | Bourges           |

Entraîneur : Arnaud Guppillotte

Assistants : Priscilla Roger, Christophe Pontcharraud

Préparateur physique : Antoine Metz

Analyste vidéo : Fabian Unovis

## Équipe 2022
| Numéro | Joueuse.          | Poste         | Naissance        | Taille | Club(s) 2021-2022 |
| ------ | ----------------- | ------------- | ---------------- | ------ | ----------------- |
| 3      | Nell Angloma      | Arrière       | 12 juin 2006     | 1,82 m | Centre fédéral    |
| 4      | Jade Ferré        | Meneuse       | 28 avril 2005    | 1,76 m | Bourges           |
| 7      | Marine Dursus     | Arrière       | 26 août 2005     | 1,74 m | Centre fédéral    |
| 9      | Inès Salahy       | Meneuse       | 13 octobre 2005  | 1,68 m | Centre fédéral    |
| 13     | Adja Kane         | Ailière forte | 30 mars 2005     | 1,90 m | Centre fédéral    |
| 14     | Dominique Malonga | Pivot         | 16 novembre 2005 | 1,98 m | Lyon ASVEL        |
| 19     | Téa Cléante       | Meneuse       | 15 avril 2006    | 1,76 m | Centre fédéral    |
| 21     | Léa Djoko         | Ailière forte | 24 octobre 2005  | 1,87 m | BLMA              |
| 22     | Fleur Morel       | Ailière       | 22 juin 2005     | 1,80 m | Centre fédéral    |
| 24     | Ysaline Saulnier  | Ailière       | 24 juin 2005     | 1,81 m | Centre fédéral    |
| 27     | Ramouna Vitta     | Pivot         | 6 janvier 2005   | 1,90 m | Lyon ASVEL        |
| 64     | Maëva Marcq       | Pivot         | 20 août 2005     | 1,97 m | Bourges           |

Entraîneur : Vincent Bourdeau

Assistants : Alan Brun, Romain Leroy, Julie Masson

Préparateur physique : Johann Ziolkowski

Médecin : Moussa Mohsen

Kinésithérapeute : Cécile Monet

## Équipe 2018
L'équipe de France féminine dispute la coupe du monde U17 du 21 au ?  juillet au 2 juillet en Biélorussie. Lors de la première journée, les Françaises battent les Japonaises 60 à 53. Après avoir devancées au score pendant 35 minutes, les Bleues réussissent un 14-0. Maladroites à trois points (5/23), elles ont peu compter sur une Iliana Rupert omniprésente qui a réussi 18 points; 16 rebonds, 1 passe décisive, 5 contres et 3 interceptions. Pour leur deuxième rencontre, les Françaises s'imposent sans trembler 78 à 35 face à la Colombie. Ewl Guennoc (11 points, 10 rebonds et 4 passes décisives) et Janelle Salaun (13 points, 5 rebonds et 3 passes décisives) ont obtenu avec la meilleure évaluation française, toutes deux à 17.
En huitièmes de finale, la France se défait du Mali 78 à 57. Sans Iliana Rupert mise au repos après avoir été touchée à la cheville contre la Biélorussie, les Françaises ont creusé l'écart assez tardivement en raison de leur maladresse extérieure et de la bonne défense de zone de maliennes accrocheuses. En quart de finale, la France l'emporte 67 à 43 contre la Lettonie et sera opposée en demi-finale à l'Australie, également invaincue jusque-là. À la mi-temps, les Françaises menaient 39 points à 14. Les Lettonnes n'auront dominé que la troisième période avant de repasser la têt sous l'au lors de l'ultime quart-temps. Iliana Rupert avec 12 points à 6/13 aux tirs, 8 rebonds, 2 passes décisives, 5 interceptions et 2 contres en moins de 17 minutes obtient la meilleure évaluation (20) ce qui montre bien une performance collective, quoique ternie par une maladresse à longue distance. Opposées en demi-finales aux championnes en titre, les Françaises prennent un départ difficile étant menées 21 à 36 avec une forte domination australienne au rebond (34 à 17) avec une Isabel Palmer (17 points à 6/5 aux tirs, 2 rebonds et 2 passes décisives) en réussite. Après la pause, les Bleues augmentent la pression défensive avec une zone-press très haute qui permet de gagner des ballons. le troisième quart temps est remportée par les Françaises 22 à 5 gra^ce notamment à Zoé Wadoux (16 points, 2 rebonds, 3 passes décisives pour 17 d'évaluation), Iliana Rupert (20 points, 14 rebonds, 4 interceptions et 6 contres pour 28 d'évaluation) et Kendra Chery (11 points, 6 rebonds, 3 passes décisives pour 19 d'évaluation). Dans un final serré où la France n'a que quelques points d'avance, Marine Fauthoux (11 points et 4 passes décisives gère parfaitement les dernières minutes et la qualification pour la première finale de la France depuis 2010 dans cette catégorie.
En finale, les Françaises doivent s'incliner face à une équipe américaine supérieure sur le score de 92 à 40. Si les Bleues marquent le premier panier de la rencontre par Yohana Ewodo (4 points à 2/7, 0 rebond et 0 passe décisive pour -2 d'évaluation en 19 minutes), ce sera leur avantage de la partie. Un 15-0 des Américaines suite que 5 points consécutifs de Marine Fauthoux (14 points à 5/16, 5 rebonds et 4 balles perdues pour 5 d'évaluation en 29 minutes) et Kendra Chery (4 points à 2/9 et 5 rebonds pour 4 d'évaluation en 23 minutes) permettent d combler partiellement (12-21). La principale arme offensive de la France, nommée dans le meilleur cinq du tournoi, Iliana Rupert (0 point à 0/10 aux tirs, 5 rebonds, 3 balles perdues et 5 fautes pour -8 d'évaluation en 21 minutes) fait l'objet d'un marquage serré qui ne lui laisse aucune espace. Zoé Wadoux (16 points à 6/14 et 1 rebond pour 8 d'évaluation en 32 minutes) trouve quelques espaces mais le score à la mi-temps est de 28 à 46. La seconde période sera encore plus difficile car les Françaises n'inscrivent que 12 points et sont dominées au rebond (56 à 30). Les douze joueuses américaines ont marqué au moins un panier, Aliyah Boston finissant avec 16 points et 8 rebonds, alors que Jordan Horston (12 points, 9 rebonds, 7 passes décisives, 6 contres) sera élue meilleure joueuse de e la compétition. Zoé Wadou commente : « Le tournoi s’est pas passé comme je le souhaitais. Sur les finales je sais que je ne peux pas me louper, je suis une joueuse leader de mon équipe, je ne peux pas rater ça. Je dois être là pour mon équipe et elles ont pu compter sur moi dans ce match, c’est tant mieux. Forcément on est déçues, mais on va fêter ça quand même car on est vice-championnes du monde et ce n’est pas rien » et Marine Fauthoux ajoute : « Une finale de coupe du monde c’est nouveau pour tout le monde, surtout contre les USA que tout le monde parce que très haut. Elles ont été meilleures que nous mais on a rien à regretter aujourd’hui. On reviendra plus fortes ! ». 
L'entraîneur Arnaud Guppillotte affirme « [ne pas avoir] de regrets ; avec un meilleur match de notre part on pouvait finir à entre -20 et -30, mais comme je vous l'ai dit précédemment, les États-Unis étaient largement au-dessus. Carla Ann Berube, la coach des États-Unis , m'a avoué que cette génération était la plus belle depuis une trentaine d'années, du jamais vu. » Il est satisfait de son groupe, notamment pour avoir su d'adapter au jeu des nations extra-européennes « cette génération confirme le titre européen de la saison passée avec cette deuxième place aux mondiaux. »  Il note notamment : « que Yohana Ewodo a été le facteur X au fur et à mesure des matchs, Eve Mahoutou a été un excellent relais dans la rotation, Zoé Wadoux, qui va se faire opérer dans quelques jours, a été magnifique notamment en demi-finale face à l'Australie. Côté confirmation Marine Fauthoux, qui a joué avec un peu d'appréhension avec son coude, est devenue une meneuse plus gestionnaire, à la fois dans sa façon de jouer mais également dans celle de faire jouer l'équipe. Kendra Chéry c'est un phénomène, elle est partout, rebond, passe, contre, scoring, c'est impressionnant. Iliana Rupert pour qui ce mondial n'a pas été évident, elle a des problèmes de bassin qui engendrent des douleurs aux adducteurs. », ce qui ne l'a pas empêchée de finir malgré tout dans le meilleur cinq de la compétition. 
| Numéro | Joueuse.                    | Poste         | Naissance        | Taille | Club(s) 2017-2018 |
| ------ | --------------------------- | ------------- | ---------------- | ------ | ----------------- |
| 4      | Marine Fauthoux             | Meneuse       | 23 janvier 2001  | 1,73 m | Centre fédéral    |
| 5      | Marie Pardon                | Meneuse       | 5 janvier 2001   | 1,75 m | Lyon ASVEL        |
| 7      | Zoé Wadoux                  | Arrière       | 7 janvier 2001   | 1,78 m | Centre fédéral    |
| 8      | Yohana Ewodo                | Arrière       | 21 février 2001  | 1,81 m | Centre fédéral    |
| 9      | Anaia Hoard                 | Arrière       | 22 janvier 2001  | 1,81 m | Centre fédéral    |
| 10     | Fayzat Djoumoi              | Ailière forte | 27 avril 2001    | 1,84 m | Centre fédéral    |
| 11     | Kendra Chery                | Pivot         | 16 juillet 2001  | 1,85 m | Centre fédéral    |
| 12     | Iliana Rupert               | Ailière forte | 12 juillet 2001  | 1,93 m | Centre fédéral    |
| 13     | Janelle Salaun              | Ailière forte | 5 septembre 2001 | 1,86 m | Centre fédéral    |
| 26     | Eve De Christophie Mahoutou | Ailière       | 26 mars 2001     | 1,82 m | Flammes Carolo    |
| 29     | Ewl Guennoc                 | Meneuse       | 15 mai 2001      | 1,75 m | USO Mondeville    |
| 30     | Olivia Yale                 | Arrière       | 10 mai 2001      | 1,77 m | Bourges           |

Entraîneur : Arnaud Guppillote

Assistants : David Morabito Christophe Pontcharraud

## Équipe 2016

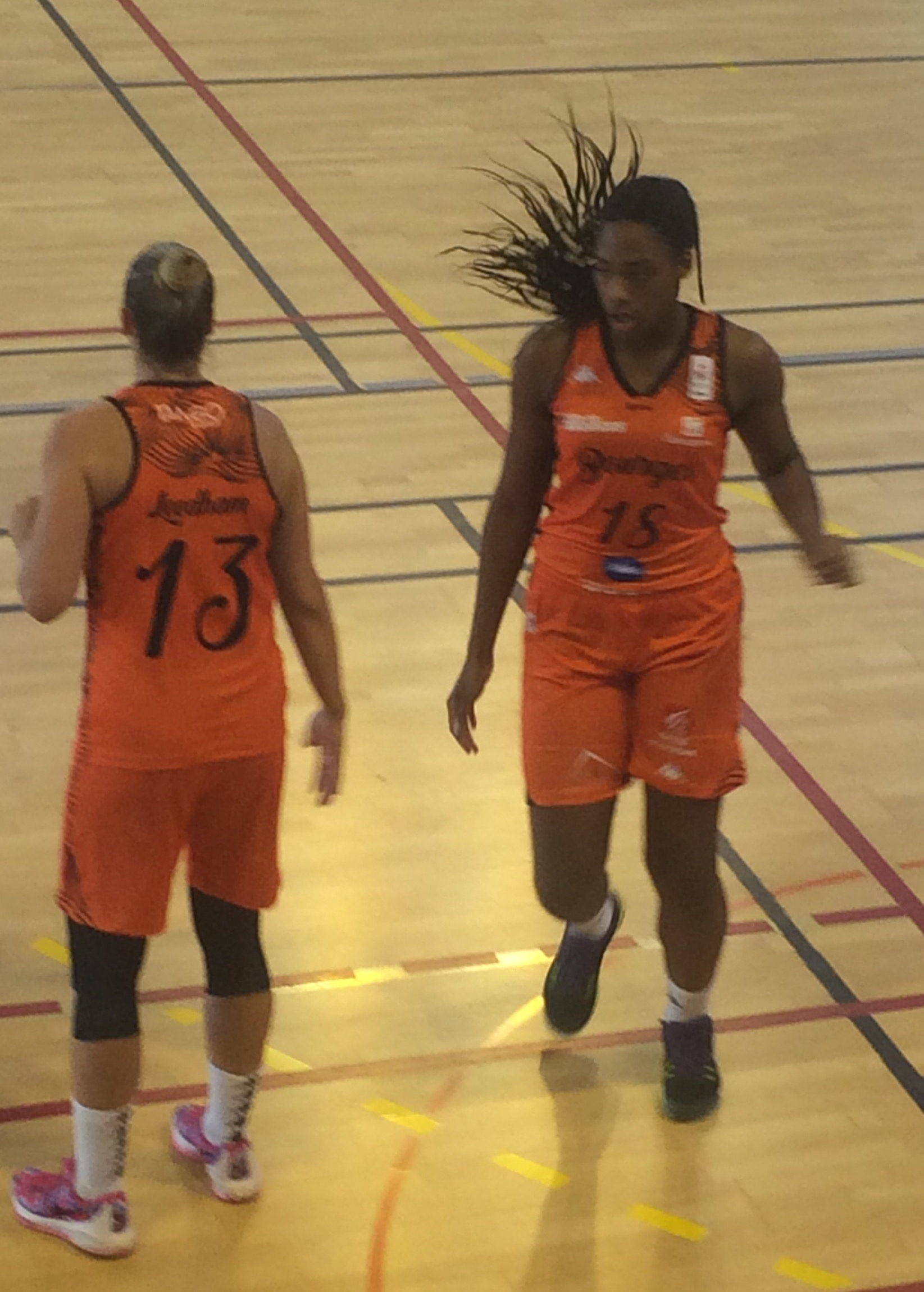
Sarah Saint-Martin.

L'équipe de France féminine dispute le Mondial U17 du 22 juin au 2 juillet en Espagne où elles affrontent au premier tour l'Australie (le 25 à 12h), la Chine (le 22 à 16h) puis le Mexique (le 23 à 13h45).
| Numéro | Joueus             | Postee        | Naissance       | Taille | Club(s) 2016                            |
| ------ | ------------------ | ------------- | --------------- | ------ | --------------------------------------- |
| 4      | Clara Bretagne     | Meneuse       | 7 mars 1999     | 1,70 m | Centre fédéral                          |
| 5      | Laura Fischer      | Meneuse       | 14 janvier 1999 | 1,67 m | Basket Lattes Montpellier Agglomération |
| 6      | Kadiatou Sissoko   | Ailière       | 25 janvier 1999 | 1,80 m | Centre fédéral                          |
| 7      | Nabala Fofana      | Pivot         | 20 janvier 2000 | 1,86 m | Centre fédéral                          |
| 8      | Daphné Gnago       | Ailière forte | 18 mai 1999     | 1,84 m | Centre fédéral                          |
| 9      | Carla M'Baye       | Ailière       | 18 juin 1999    | 1,80 m | Lyon                                    |
| 10     | Coline Franchelin  | Meneuse       | 18 août 1999    | 1,64 m | Lyon                                    |
| 11     | Sarah Saint-Martin | Pivot         | 8 mai 1999      | 1,85 m | Centre fédéral                          |
| 12     | Tima Pouye         | Arrière       | 7 avril 1999    | 1,74 m | Centre fédéral                          |
| 13     | Emmanuelle Tahane  | Ailière       | 13 mai 1999     | 1,84 m | Centre fédéral                          |
| 14     | Naomie Mbandu      | Ailière forte | 19 janvier 1999 | 1,85 m | Centre fédéral                          |
| 15     | Noémie Brochant    | Arrière       | 25 octobre 1999 | 1,78 m | Toulouse Métropole Basket               |

Sélectionneur : Cathy Melain
Les Françaises débutent par une défaite 56-44 face aux Chinoises. En tête à la mi-temps avec Kadiatou Sissoko (12 points et 7 rebonds) et Emmanuelle Tahane (11 points), elles encaissent un 21-5 au troisième quart-temps qui scelle le sort de la rencontre. Pour son deuxième match, les Bleuettes étrillent le Mexique 65-27 avec un temps de jeu largement réparti entre les joueuses. La plus en vue Tima Pouye inscrit 12 points et 4 rebonds en 11 minutes de jeu seulement. Pour leur dernier match de poule, les joueuses de Cathy Melain affrontent les redoutables Australiennes qui prennent le meilleur départ (15-10, 10e), avant que les débats ne s’équilibrent jusqu’à la pause (27-22, 20e). Au retour sur les parquet, les Océaniennes prennent de nouveau le large (41-30, 30e). Malgré une remontée au dernier quart temps, les Australiennes s'impose 55 à 48 sans avoir été vraiment mises en danger. Troisièmes de leur groupe, elles affronteront en huitièmes de finale le Japon.
En huitièmes de finale, les Françaises parviennent à se défaire 58 à 52 des Japonaises, pourtant en tête de leur poule. 
Sous l'impulsion de Mai Yamamoto (14 points), les Asiatiques prennent l'avantage dans le premier quart temps, mais les Bleues parviennent repasser en têt à la paise sur grâce à Daphné Gnago. De retour des vestiaires, les Bleues confortent leur avance avec Emmanuelle Tahane (13 points et 9 rebonds) et Kadiatou Sissoko (15 points et 5 rebonds). La défense tricolore relègue le Japon à 11 points avant de se faire quelques frayeurs, mais Tima Pouye (12 points et 3 passes décisives) scelle le sort du match. Les Françaises affronteront en quarts de finale des Américaines championnes en titre qui ont triomphé du Brésil (79-62), mais ont peiné dans les matches précédents (+ 9 points contre le Tchèques et + 4 points face aux Italiennes.
Bien que n'étant pas aussi dominantes qu'autres années, les Américaines s'imposent 56 à 45 en quart de finale. Les Françaises fait jeu égal pendant 30 minutes mais auront souffert l'adresse longue distance des coéquipières de Christyn Williams (17 points et 6 rebonds) comparée à la leur (27% aux tirs, 6/13 aux lancers-francs). Les Américaines affichent un 6/12 à trois points contre 5/24 pour leurs adversaires également dominées 53 à 37 au rebond (53 à 37). Clara Bretagne (10 points), Emmanuelle Tahane (13 points et 6 rebonds) et Tima Pouye (11 points, 3 rebonds et 3 passes décisives) se sont cependant illustrées . En match de classement, les Bleuettes sont défaites 62-55 face par la République tchèque. Une excellente première mi-temps avait permis à Emmanuelle Tahane (16 points et 3 passes décisives) et ses coéquipières d'atteindre la pause avec 10 points d'avance, mais Veronika Sipova (10 points et 3 passes décisives) et les siennes cadenassent leur défense pour ne concéder que 22 points dans les deux derniers quart temps. La réaction de Kadiatou Sissoko (11 points et 3 rebonds) sera insuffisante et les Françaises disputeront la 7e place face aux Canadiennes. L'équipe de France conclut le tournoi avec une défaite face au Canada (58-53). Derrière de bout en bout, les coéquipières de Nabala Fofana (4 points, 7 rebonds) ont été dominées par Laeticia Amihere (8 points, 8 rebonds, 2 passes) et les autres Canadiennes pour terminer à la huitième place.

## Équipe 2014
L’équipe de France U17 féminine se classe 8e du Mondial de la catégorie en République tchèque. 
| Numéro | Joueuse            | Poste         | Naissance         | Taille | Club(s) 2013-2014         |
| ------ | ------------------ | ------------- | ----------------- | ------ | ------------------------- |
| 4      | Fleur Afonso       | Meneuse       | 17 octobre 1997   | 1,63 m | Nantes-Rezé Basket 44     |
| 5      | Élise Cammas       | Intérieure    | 24 juin 1997      | 1,74 m | Montpellier               |
| 6      | Francesca Dorby    | Arrière       | 28 mars 1997      | 1,80 m | Centre fédéral            |
| 7      | Johanna Muzet      |               | 8 juillet 1997    | 1,82 m | Lyon                      |
| 8      | Manon Boehrer      | Ailière       | 7 mars 1997       | 1,80 m | Strasbourg IG             |
| 9      | Alix Duchet        | Meneuse       | 30 décembre 1997  | 1,63 m | Centre fédéral            |
| 10     | Lisa Berkani       | Arrière       | 19 mai 1997       | 1,76 m | Tango Bourges Basket      |
| 11     | Ornella Bankolé    | Ailière       | 17 septembre 1997 | 1,83 m | Centre fédéral            |
| 12     | Margot Bienvenu    | Ailière forte | 12 décembre 1997  | 1,83 m | Centre fédéral            |
| 13     | Alexia Chartereau  | Ailière forte | 5 septembre 1998  | 1,89 m | Centre fédéral            |
| 14     | Ana Tadić          | Pivot         | 21 septembre 1998 | 1,90 m | Centre fédéral            |
| 15     | Maëva Djaldi-Tabdi |               | 3 décembre 1998   | 1,87 m | Toulouse Métropole Basket |

Sélectionneur : Julien Egloff
Assistants : Yann Julien et Xavier Noguera

## Équipe 2010
L’équipe de France U17 féminine se classe 2e du premier Mondial U17.
| Numéro | Joueuse.                  | Poste         | Naissance         | Taille | Club(s) 2009-2010 |
| ------ | ------------------------- | ------------- | ----------------- | ------ | ----------------- |
| 4      | Claire Stievenard         | Ailière       | 15 septembre 1993 | 1,80 m | Centre fédéral    |
| 5      | Caroline Plust            | Arrière       | 29 juillet 1993   | 1,70 m | SAHB              |
| 6      | Esther Niamke             | Meneuse       | 17 juillet 1993   | 1,63 m | USO Mondeville    |
| 7      | Olivia Époupa             | Meneuse       | 30 avril 1994     | 1,63 m | Centre fédéral    |
| 8      | Laura Mercier             | Meneuse       | 29 juillet 1993   | 1,64 m | Centre fédéral    |
| 9      | Alice Nayo                | Ailière forte | 16 janvier 1993   | 1,85 m | Centre fédéral    |
| 10     | Sara Chevaugeon           | Ailière       | 12 février 1993   | 1,75 m | Centre fédéral    |
| 11     | Margaux Galliou           | Ailière       | 12 avril 1993     | 1,84 m | CJM Bourges       |
| 12     | Jodie Cornelie            | Pivot         | 20 avril 1993     | 1,93 m | Centre fédéral    |
| 13     | Lola De Angelis           | Arrière       | 12 décembre 1993  | 1,78 m | Toulouse MB       |
| 14     | Christelle Diallo         | Ailière forte | 12 mars 1993      | 1,93 m | Centre fédéral    |
| 15     | Marie-Bernadette Mbuyamba | Ailière       | 5 janvier 1993    | 1,83 m | ESBVA             |